# Commissielid
Een commissielid, duo-commissielid, buitengewoon commissielid, burgercommissielid, burgerlid, burgerraadslid, raadscommissielid, duoraadslid, forumlid, fractie-assistent, fractievertegenwoordiger of fractievolger is een politieke functie in Nederland.
Een commissielid maakt deel uit van een gemeenteraads-, eilandsraads- of Provinciale Statenfractie, maar is niet gekozen maar benoemd. De commissieleden ondersteunen de vaste raads- of Statenleden, en hebben een beperkte bevoegdheid. Ze mogen niet deelnemen aan de beraadslagingen en stemmingen. Ze kunnen alleen in de commissies benoemd worden op voordracht van de fractie, en mogen dan deelnemen aan de beraadslagingen van die commissie. Daartoe dienen ze de eed/gelofte van geheimhouding af te leggen. In veel gemeenten worden commissieleden beëdigd door de burgemeester, en krijgen ze toegang tot alle stukken die ook ter beschikking staan van raadsleden. De mogelijkheden, regels en uitwerkingen worden per gemeente, eiland of provincie geregeld in het reglement van orde of in een aparte verordening. Dit kan verschillen per bestuur. In veel van deze reglementen of verordeningen is opgenomen dat deze functie enkel vervuld kan worden door een persoon die op de kieslijst stond voor de betreffende politieke partij.